# Australia en la Copa Mundial de Rugby
La Selección de rugby de Australia participó en todas las ediciones de la Copa del Mundo de Rugby. Clasificando automáticamente a todos los torneos al alcanzar los cuartos de final en la anterior copa mundial, a excepción de 1999 cuando debió clasificarse desde eliminatorias regionales, además organizó la edición de 2003.
Los Wallabies consiguieron su mejor resultado al consagrarse campeones en Inglaterra 1991 y Gales 1999, también obtuvieron el subcampeonato en Australia 2003 e Inglaterra 2015.

## Nueva Zelanda 1987

### Plantel
Entrenador: Alan Jones
Forwards
| - Bill Campbell - David Codey | - Troy Coker - Steve Cutler - Mark Hartill | - Tom Lawton - Cameron Lillicrap - Mark McBain | - Andy McIntyre - Jeff Miller - Simon Poidevin | - Ross Reynolds - Enrique Rodríguez - Steve Tuynman |

Backs
| - Matthew Burke - David Campese - Michael Cook | - Nick Farr-Jones - Roger Gould - Peter Grigg | - Anthony Herbert - Steve James - Andrew Leeds | - Michael Lynagh - Brett Papworth - Andrew Slack - Brian Smith |

### Participación

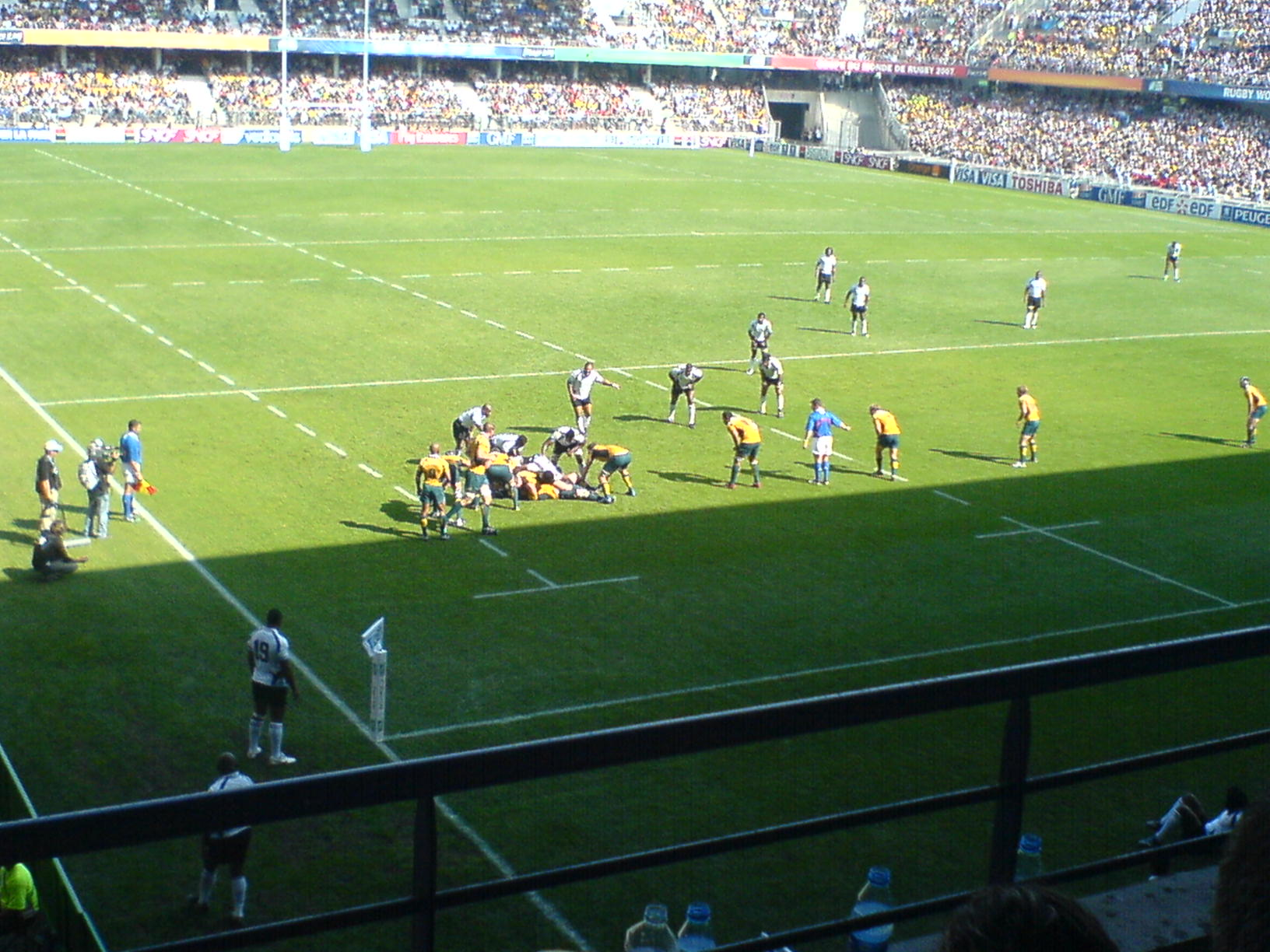
Contra Fiyi (55–12) en el Stade de la Mosson.

Grupo A
| Equipo         | Jug. | Gan. | Emp. | Perd. | A favor | En contra | Puntos |
| -------------- | ---- | ---- | ---- | ----- | ------- | --------- | ------ |
| Australia      | 3    | 3    | 0    | 0     | 108     | 41        | 6      |
| Inglaterra     | 3    | 2    | 0    | 1     | 100     | 32        | 4      |
| Estados Unidos | 3    | 1    | 0    | 2     | 39      | 99        | 2      |
| Japón          | 3    | 0    | 0    | 3     | 48      | 123       | 0      |

#### Cuartos de final
| 7 de junio de 1987, | Australia                                                     | 33 – 15 (24-0) | Irlanda                                               | Concord Oval, Sídney,                                                |                                                                      |
|                     | Tries: Burke , McIntyre Smith Con: Lynagh (4) Pen: Lynagh (3) |                | Tries: MacNeill Kiernan Con: (2) Kiernan Pen: Kiernan | Asistencia: 14.356 espectadores Árbitro(s): Brian Anderson (Escocia) | Asistencia: 14.356 espectadores Árbitro(s): Brian Anderson (Escocia) |

#### Semifinales
| 13 de junio de 1987, | Australia                                                         | 24 – 30 | Francia                                                                         | Concord Oval, Sídney,                                                |                                                                      |
|                      | Tries: Campese Codey Con: Lynagh (2) Pen: Lynagh (3) Drop: Lynagh | Reporte | Tries: Lorieux Sella Lagisquet Blanco Con: Camberabero (4) Pen: Camberabero (2) | Asistencia: 17,768 espectadores Árbitro(s): Brian Anderson (Escocia) | Asistencia: 17,768 espectadores Árbitro(s): Brian Anderson (Escocia) |

#### Tercer y cuarto puesto
| 18 de junio de 1987, | Australia                                                       | 21 – 22 | Gales                                                              | Estadio internacional, Rotorua,      |                                      |
|                      | Tries: Burke Grigg Con: Lynagh (2) Pen: Lynagh (2) Drop: Lynagh | Reporte | Tries: Roberts Moriarty Hadley Con: Thorburn (2) Pen: Thorburn (2) | Árbitro(s): Fred Howard (Inglaterra) | Árbitro(s): Fred Howard (Inglaterra) |

## Inglaterra 1991

### Plantel
Entrenador: Bob Dwyer
Forwards
| - Troy Coker - Dan Crowley - Steve Cutler | - Tony Daly - John Eales - Phil Kearns | - Cameron Lillicrap - Rod McCall - Ewen McKenzie - Jeff Miller | - Brendon Nasser - David Nucifora - Viliami Ofahengaue - Simon Poidevin |

Backs
| - David Campese - Bob Egerton | - Nick Farr-Jones - John Flett | - Anthony Herbert - Tim Horan - Jason Little | - Michael Lynagh - Marty Roebuck - Peter Slattery |

### Participación
Grupo C
| Equipo    | Gan. | Emp. | Per. | A favor | En contra | Puntos |
| --------- | ---- | ---- | ---- | ------- | --------- | ------ |
| Australia | 3    | 0    | 0    | 79      | 25        | 9      |
| Samoa     | 2    | 0    | 1    | 54      | 34        | 7      |
| Gales     | 1    | 0    | 2    | 32      | 61        | 5      |
| Argentina | 0    | 0    | 3    | 38      | 83        | 3      |

#### Cuartos de final
| 20 de octubre de 1991 | Irlanda                                               | 18 – 19 | Australia                                           | Lansdowne Road, Dublín,                                 |                                                         |
|                       | Tries: Hamilton Con: Keyes Pen: Keyes (3) Drop: Keyes | Reporte | Tries: , Campese Lynagh Con: (2) Lynagh Pen: Lynagh | Asistencia: 54.500 espectadores Árbitro(s): Jim Fleming | Asistencia: 54.500 espectadores Árbitro(s): Jim Fleming |

#### Semifinales
| 27 de octubre de 1991 | Australia                                        | 16 – 6 | Nueva Zelanda | Lansdowne Road, Dublín,                                 |                                                         |
|                       | Tries: Campese Horan Con: Lynagh Pen: Lynagh (2) |        | Pen: (2) Fox  | Asistencia: 54,000 espectadores Árbitro(s): Jim Fleming | Asistencia: 54,000 espectadores Árbitro(s): Jim Fleming |

#### Final
| 2 de noviembre de 1991 | Inglaterra    | 6 – 12  | Australia                               | Estadio Twickenham, Londres,                            |                                                         |
|                        | Pen: Webb (2) | Reporte | Tries: Daly Con: Lynagh Pen: (2) Lynagh | Asistencia: 56.208 espectadores Árbitro(s): Derek Bevan | Asistencia: 56.208 espectadores Árbitro(s): Derek Bevan |

| Australia         |
|                   |
| Campeón Australia |
| Primer título     |

## Sudáfrica 1995

### Plantel
Entrenador: Bob Dwyer.
Forwards
1. Tim Gavin
2. Troy Coker
3. Viliami Ofahengaue
4. Ilivasi Tabua
5. David Wilson
6. Rod McCall
7. John Eales
8. Warwick Waugh
9. Tony Daly
10. Dan Crowley
11. Ewen McKenzie
12. Mark Hartill
13. Phil Kearns
14. Michael Foley

Backs
1. Matt Pini
2. Matt Burke
3. Daniel Herbert
4. Jason Little
5. Tim Horan
6. Joe Roff
7. David Campese
8. Damian Smith
9. Michael Lynagh (C)
10. Scott Bowen
11. George Gregan
12. Peter Slattery

### Participación

#### Grupo A
| Equipo    | Gan. | Emp. | Perd. | A favor | En contra | Puntos |
| --------- | ---- | ---- | ----- | ------- | --------- | ------ |
| Sudáfrica | 3    | 0    | 0     | 68      | 26        | 9      |
| Australia | 2    | 0    | 1     | 87      | 41        | 7      |
| Canadá    | 1    | 0    | 2     | 45      | 50        | 5      |
| Rumania   | 0    | 0    | 3     | 14      | 97        | 3      |

#### Cuartos de final
| 11 de junio de 1995, | Local | vs.     | Visita |  |  |
|                      |       | Reporte |        |  |  |

## Gales 1999

### Plantel
Entrenador: Rod Macqueen
Forwards
| - Andrew Blades - Matt Cockbain - Mark Connors - Dan Crowley | - John Eales - Owen Finegan - Michael Foley - David Giffin | - Richard Harry - Phil Kearns - Toutai Kefu - Patricio Noriega | - Jeremy Paul - Brett Robinson - Tiaan Strauss - Jim Williams - David Wilson |

Backs
| - Matt Burke - George Gregan - Nathan Grey | - Daniel Herbert - Tim Horan - Rod Kafer | - Stephen Larkham - Chris Latham - Jason Little - Joe Roff | - Scott Staniforth - Ben Tune - Chris Whitaker |

### Participación
Grupo E
| Equipo         | Gan. | Emp. | Per. | A favor | En contra | Puntos |
| -------------- | ---- | ---- | ---- | ------- | --------- | ------ |
| Australia      | 3    | 0    | 0    | 135     | 31        | 6      |
| Irlanda        | 2    | 0    | 1    | 100     | 45        | 4      |
| Rumania        | 1    | 0    | 2    | 50      | 126       | 2      |
| Estados Unidos | 0    | 0    | 3    | 52      | 135       | 0      |

#### Cuartos de final
| 23 de octubre de 1999 | Gales            | 9 – 24  | Australia                                      | Millennium Stadium, Cardiff,                            |                                                         |
|                       | Pen: Jenkins (3) | Reporte | Tries: , Gregan Tune Con: (3) Burke Pen: Burke | Asistencia: 72.000 espectadores Árbitro(s): Colin Hawke | Asistencia: 72.000 espectadores Árbitro(s): Colin Hawke |

#### Semifinales
| 30 de octubre de 1999 | Sudáfrica                      | 21 – 27 (t.e.) | Australia                    | Estadio Twickenham, Londres,                            |                                                         |
|                       | Pen: De Beer (6) Drop: De Beer | Reporte        | Pen: (8) Burke Drop: Larkham | Asistencia: 72.000 espectadores Árbitro(s): Derek Bevan | Asistencia: 72.000 espectadores Árbitro(s): Derek Bevan |

#### Final
| 6 de noviembre de 1999 | Australia                                       | 35 – 12 | Francia           | Millennium Stadium, Cardiff,                             |                                                          |
|                        | Try: Tune Finegan Con: Burke (2) Pen: Burke (7) |         | Pen: (4) Lamaison | Asistencia: 72.500 espectadores Árbitro(s): André Watson | Asistencia: 72.500 espectadores Árbitro(s): André Watson |

| Australia         |
|                   |
| Campeón Australia |
| Segundo título    |

## Australia 2003

### Plantel
Entrenador: Eddie Jones
Forwards
| - Al Baxter - Brendan Cannon - Matt Cockbain | - David Croft - Ben Darwin - David Giffin | - Justin Harrison - David Lyons - Jeremy Paul | - John Roe - Nathan Sharpe - George Smith | - Daniel Vickerman - Phil Waugh - Bill Young |

Backs
| - Matt Burke - Elton Flatley | - Matt Giteau - George Gregan - Nathan Grey | - Stephen Larkham - Chris Latham - Stirling Mortlock | - Joe Roff - Mat Rogers - Wendell Sailor | - Lote Tuqiri - Morgan Turinui - Chris Whitaker |

### Participación
Grupo A
| Equipo    | Gan. | Emp. | Per. | A favor | En contra | Extra | Puntos |
| --------- | ---- | ---- | ---- | ------- | --------- | ----- | ------ |
| Australia | 4    | 0    | 0    | 273     | 32        | 2     | 18     |
| Irlanda   | 3    | 0    | 1    | 141     | 56        | 3     | 15     |
| Argentina | 2    | 0    | 2    | 140     | 57        | 3     | 11     |
| Rumania   | 1    | 0    | 3    | 65      | 192       | 1     | 5      |
| Namibia   | 0    | 0    | 4    | 28      | 310       | 0     | 0      |

#### Cuartos de final
| 8 de noviembre de 2003 | Australia                                                                  | 33 – 16 (9-9) | Escocia                                                             | Estadio Suncorp, Brisbane,                              |                                                         |
|                        | Tries: Mortlock 46' Gregan 59' Lyons 64' Con: Flatley (3) Pen: Flatley (4) |               | Try: 80' Russell Con: Paterson Pen: (2) Paterson Drop: 38' Paterson | Asistencia: 45.412 espectadores Árbitro(s): Steve Walsh | Asistencia: 45.412 espectadores Árbitro(s): Steve Walsh |

#### Semifinales
| 15 de noviembre de 2003 | Nueva Zelanda                                 | 10 – 22 (7-13) | Australia                                      | Estadio ANZ, Sídney,                                    |                                                         |
|                         | Try: Thorne 35' Con: MacDonald Pen: MacDonald |                | Try: 9' Mortlock Con: Flatley Pen: (5) Flatley | Asistencia: 82.444 espectadores Árbitro(s): Chris White | Asistencia: 82.444 espectadores Árbitro(s): Chris White |

#### Final
| 22 de noviembre de 2003 | Australia                       | 17 – 20 (t.e.) (6-14) | Inglaterra                                                | Estadio ANZ, Sídney,                                     |                                                          |
|                         | Try: Tuqiri 6' Pen: Flatley (4) |                       | Try: 38' Robinson Pen: (4) Wilkinson Drop: 100' Wilkinson | Asistencia: 82.957 espectadores Árbitro(s): André Watson | Asistencia: 82.957 espectadores Árbitro(s): André Watson |

## Francia 2007

### Plantel
Entrenador: John Connolly
Forwards
| - Al Baxter - Mark Chisholm - Matt Dunning | - Rocky Elsom - Adam Freier - Sean Hardman | - Stephen Hoiles - Greg Holmes - David Lyons | - Hugh McMeniman - Stephen Moore - Wycliff Palu - Nathan Sharpe | - Guy Shepherdson - George Smith - Daniel Vickerman - Phil Waugh |

Backs
| - Adam Ashley-Cooper - Berrick Barnes - Sam Cordingley | - Mark Gerrard - Matt Giteau - George Gregan - Julian Huxley | - Stephen Larkham - Chris Latham - Drew Mitchell - Stirling Mortlock | - Cameron Shepherd - Scott Staniforth - Lote Tuqiri - Morgan Turinui |

### Participación
Grupo B
| Pos | Equipo    | Partidos | Partidos | Partidos | Partidos | Tantos  | Tantos    | Tantos | Puntos bonus | Pts |
| Pos | Equipo    | J        | G        | E        | P        | a favor | en contra | dif    | Puntos bonus | Pts |
| --- | --------- | -------- | -------- | -------- | -------- | ------- | --------- | ------ | ------------ | --- |
| 1   | Australia | 4        | 4        | 0        | 0        | 215     | 41        | +174   | 4            | 20  |
| 2   | Fiyi      | 4        | 3        | 0        | 1        | 114     | 131       | -17    | 3            | 15  |
| 3   | Gales     | 4        | 2        | 0        | 2        | 163     | 105       | +58    | 4            | 12  |
| 4   | Japón     | 4        | 0        | 1        | 3        | 64      | 210       | -146   | 1            | 3   |
| 5   | Canadá    | 4        | 0        | 1        | 3        | 51      | 120       | -69    | 0            | 2   |

#### Cuartos de final
| 6 de octubre de 2007, 15:00 | Australia                                                  | 10 – 12 | Inglaterra                                 | Stade Vélodrome, Marsella                                 |                                                           |
|                             | Try Tuqiri 33' Conversión Mortlock Penal Mortlock (1/4) 7' | Reporte | Penales Wilkinson (4/7) 23', 26', 52', 60' | Asistencia: 60.012 espectadores Árbitro(s): Alain Rolland | Asistencia: 60.012 espectadores Árbitro(s): Alain Rolland |

## Nueva Zelanda 2011

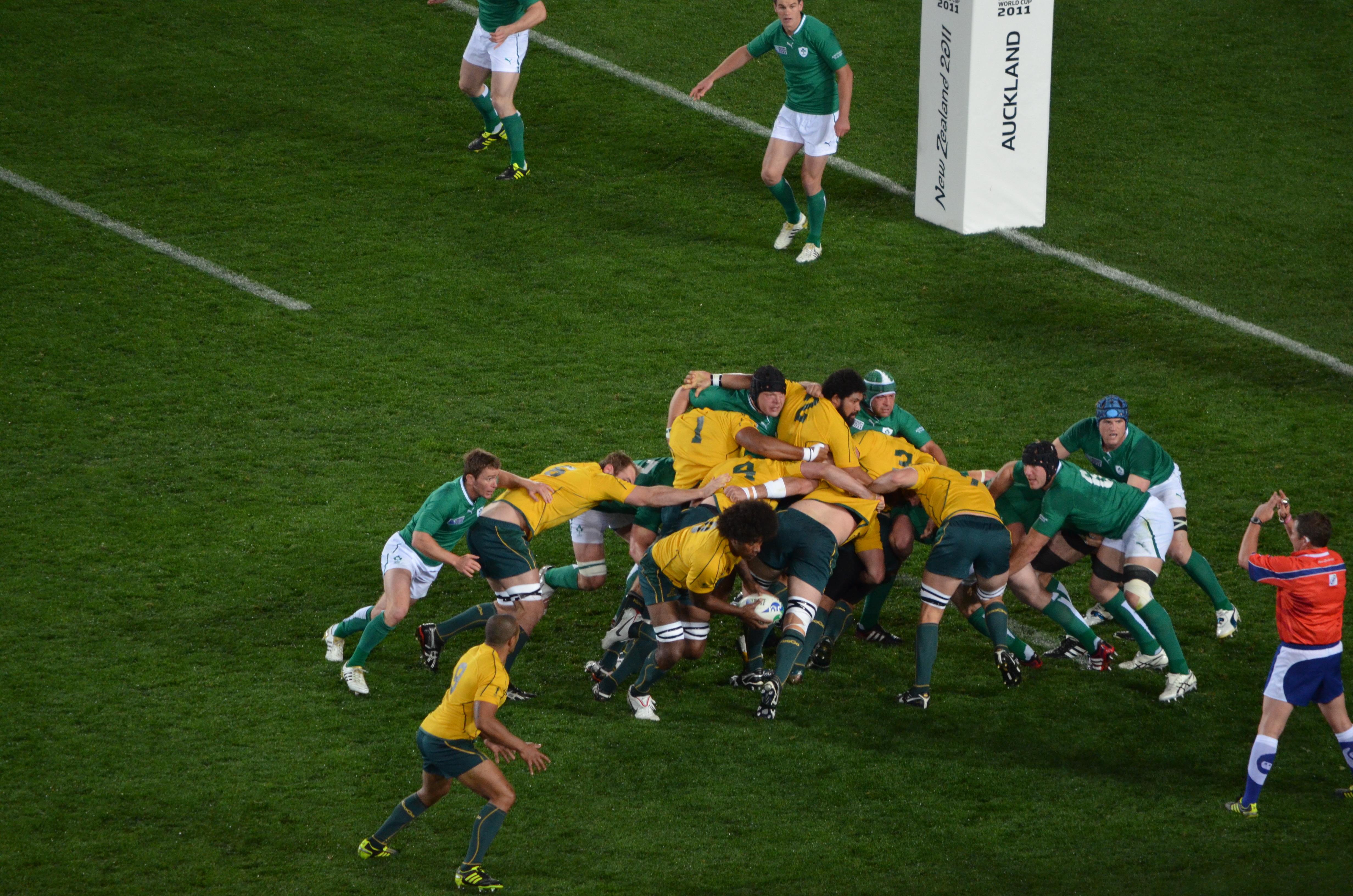
Irlanda venció a Australia y consiguió pasar como primera del grupo.

### Plantel
Entrenador:  Robbie Deans
Forwards
| - Ben Alexander - Rocky Elsom - Saia Fainga'a | - Scott Higginbotham - Matt Hodgson - James Horwill | - Sekope Kepu - Salesi Ma'afu - Ben McCalman - Stephen Moore | - Wycliff Palu - Tatafu Polota-Nau - David Pocock - Radike Samo | - Nathan Sharpe - Rob Simmons - James Slipper - Daniel Vickerman |

Backs
| - Adam Ashley-Cooper - Berrick Barnes - Kurtley Beale | - Luke Burgess - Quade Cooper - Anthony Fainga'a | - Will Genia - Rob Horne - Digby Ioane - Pat McCabe | - Drew Mitchell - James O'Connor - Nick Phipps - Lachlan Turner |

### Participación
Grupo C
| Posición | Selección      | Partidos | Partidos | Partidos  | Partidos | Ensayos a favor | Tantos  | Tantos    | Tantos     | Puntos extra | Puntos |
| Posición | Selección      | jugados  | ganados  | empatados | perdidos | Ensayos a favor | a favor | en contra | diferencia | Puntos extra | Puntos |
| -------- | -------------- | -------- | -------- | --------- | -------- | --------------- | ------- | --------- | ---------- | ------------ | ------ |
| 1        | Irlanda        | 4        | 4        | 0         | 0        | 15              | 135     | 34        | +101       | 1            | 17     |
| 2        | Australia      | 4        | 3        | 0         | 1        | 25              | 173     | 48        | +125       | 3            | 15     |
| 3        | Italia         | 4        | 2        | 0         | 2        | 13              | 92      | 93        | −3         | 2            | 10     |
| 4        | Estados Unidos | 4        | 1        | 0         | 3        | 4               | 38      | 122       | −84        | 0            | 4      |
| 5        | Rusia          | 4        | 0        | 0         | 4        | 8               | 57      | 196       | −139       | 1            | 1      |

#### Cuartos de final
|  | Local | vs. | Visita |  |  |

#### Semifinales
|  | Local | vs. | Visita |  |  |

#### Tercer y cuarto puesto
|  | Local | vs. | Visita |  |  |

## Inglaterra 2015

### Plantel
Entrenador: Michael Cheika
Forwards
| - Sam Carter - Kane Douglas - Scott Fardy | - James Hanson - Greg Holmes - Michael Hooper - Sekope Kepu | - Ben McCalman - Sean McMahon - Stephen Moore - Dean Mumm | - Wycliff Palu - David Pocock - Tatafu Polota-Nau - Rob Simmons | - Scott Sio - Will Skelton - James Slipper - Toby Smith |

Backs
| - Adam Ashley-Cooper - Kurtley Beale - Quade Cooper | - Israel Folau - Bernard Foley - Will Genia | - Matt Giteau - Rob Horne - Tevita Kuridrani - Drew Mitchell | - Nick Phipps - Henry Speight - Joe Tomane - Matt Toomua |

### Participación
Grupo A
| Posición | Selección  | Partidos | Partidos | Partidos  | Partidos | Tries a favor | Tantos  | Tantos    | Tantos     | Puntos extra | Puntos |
| Posición | Selección  | jugados  | ganados  | empatados | perdidos | Tries a favor | a favor | en contra | diferencia | Puntos extra | Puntos |
| -------- | ---------- | -------- | -------- | --------- | -------- | ------------- | ------- | --------- | ---------- | ------------ | ------ |
| 1        | Australia  | 4        | 4        | 0         | 0        | 17            | 141     | 35        | 106        | 1            | 17     |
| 2        | Gales      | 4        | 3        | 0         | 1        | 11            | 111     | 62        | 49         | 1            | 13     |
| 3        | Inglaterra | 4        | 2        | 0         | 2        | 16            | 133     | 75        | 58         | 2            | 11     |
| 4        | Fiyi       | 4        | 1        | 0         | 3        | 10            | 84      | 101       | -17        | 1            | 5      |
| 5        | Uruguay    | 4        | 0        | 0         | 4        | 2             | 30      | 226       | -196       | 0            | 0      |

#### Cuartos de final
|  | Local | vs. | Visita |  |  |

#### Semifinales
|  | Local | vs. | Visita |  |  |

#### Final
| 31 de octubre de 2015 | Nueva Zelanda | 34 – 17 | Australia                                                                              | Twickenham Stadium, Londres,                            |                                                         |
|                       | Tries Milner-Skudder 39' Ma'a Nonu 42' Barrett 79' Conversiones Carter (2/3) 41', 80' Penales Carter (4/4) 8', 27', 36', 74' Drop: Carter (1/1) 70' |         | Tries 53' Pocock 65' Kuridrani Conversiones 54', 65' (2/2) Foley Penal 14' (1/1) Foley | Asistencia: 80.125 espectadores Árbitro(s): Nigel Owens | Asistencia: 80.125 espectadores Árbitro(s): Nigel Owens |

## Japón 2019
Clasificada